# Expert på att rodna
Expert på att rodna är en ungdomsroman skriven av Katarina von Bredow, utgiven 2005. Boken handlar om Natalie, 14 år, vars mamma har skaffat sig en ny kille som hon flyttar ihop med. Mammans nya pojkvän heter Bo, och han har en son, Jerker, som Natalie blir kär i. I och med flytten till Bos hus på landet måste Natalie också börja i en ny skola. Där gäller det för Natalie att komma med i coola gänget. Men hon blir förvånad över hur annorlunda allt är i den nya skolan och den nya klassen. När hon flyttade från stan med vännerna och framförallt Maja så trodde hon aldrig att allt skulle kunna bli bra igen, men livet flyter på med den nya familjen och Natalie avskärmas mer och mer från det liv som har varit, och när Maja kommer på besök känns det inte som vanligt mellan dem. Det handlar också om Natalies nya kompis Ira som skär sig och är coolast på skolan och dessutom är en pluggis. Hela Natalies liv vänds upp och ner. Bo och Natalies mamma åker bort och då startas fest hemma hos dem. Nathalie inser snabbt att allt inte riktigt är som det ska vara...